# Droga świętego
Droga świętego (ang. A Saint's Progress) – powieść autorstwa Johna Galsworthy'ego z 1919.
Autor pisał tę powieść w okresie I wojny światowej i okres tego konfliktu odcisnął na dziele swoje piętno. Postacią centralną jest Edward Pierson, anglikański ksiądz o bardzo ortodoksyjnych poglądach, które odrywają go od otaczającej rzeczywistości i ostatecznie prowadzą do zguby. Ksiądz posiada córkę, Noel, która zakochuje się w Cyrilu Morelandzie, oficerze i w noc przed wyjazdem tego drugiego na front dochodzi między nimi do zbliżenia. Moreland ginie niedługo potem, a na świat przychodzi ich nieślubne dziecko. Od tego momentu zaczyna się dramat nie tylko młodej matki, ale przede wszystkim księdza, od którego odwracają się parafianie. Pierson pogrąża się w samotności, ponieważ najbliższa osoba łamie najdroższe mu zasady, a odwracają się odeń ci, którym służył najwierniej jak mógł. Powieść dotyka bardzo delikatnej współcześnie materii wierzeń, nastrojów i uczuć religijnych, z którą autor nie poradził sobie należycie wnikliwie, nie uwzględniając szerszego kręgu uzależnień. Bardzo dobrze wypadły natomiast partie opisowe i dramatyzm sytuacyjny. 